# Il Piccolo Lombardia
Il Piccolo Lombardia (dt.: Die kleine Lombardei, bis 2017: Piccolo Giro di Lombardia, dt. Kleine Lombardei-Rundfahrt) ist ein italienisches Eintagesrennen im Straßenradsport.
Der Wettbewerb wird wie das Monument des Radsports Il Lombardia in der Lombardei ausgetragen und findet seit dem Jahr 1911 regelmäßig wenige Tage vor der großen Lombardei-Rundfahrt statt. Das Rennen war ursprünglich Amateursportlern vorbehalten. Mit Einführung der Einheitslizenz wurde es in Kategorie 1.2 der UCI Europe Tour geführt. Seit dem Jahr 2014 wird das Rennen als Wettbewerb der Altersklasse in UCI-Kategorie 1.2U ausgetragen.
Die Strecke ist in der Regel 50 bis 60 Kilometer kürzer als bei der großen Lombardei-Rundfahrt.

## Palmarès
- 2024  Brieuc Rolland
- 2023  William Junior Lecerf
- 2022  Alec Segaert
- 2021  Paul Lapeira
- 2020  Harry Sweeny
- 2019  Andrea Bagioli
- 2018  Robert Stannard
- 2017  Aljaksandr Rabuschenka
- 2016  Harm Vanhoucke
- 2015  Fausto Masnada
- 2014  Gianni Moscon
- 2013  Davide Villella
- 2012  Jan Polanc
- 2011  Cristiano Monguzzi
- 2010  Alexander Serebrjakow
- 2009 nicht ausgetragen
- 2008  Daniele Ratto
- 2007  Marco Frapporti
- 2006  Marco Cattaneo
- 2005  Ruslan Hryschtschenko
- 2004  Giairo Ermeti
- 2003  Sergio Ghisalberti
- 2002  Antonio Quadranti
- 2001  Denis Bondarenko
- 2000  Luca Barattero
- 1999  Wolodymyr Hustow
- 1998  Leonardo Giordani
- 1997  Christian Auriemma
- 1996  Stefano Garzelli
- 1995  Stefano Faustini
- 1994  Stefano Dante
- 1993  Peter Luttenberger
- 1992  Andrea Peron
- 1991  Diego Pellegrini
- 1990  Dario Nicoletti
- 1989  Mirko Bruschi
- 1988  Mario Manzoni
- 1987  Ettore Badolato
- 1986  Alberto Elli
- 1985  Maurizio Fondriest
- 1984  Walter Magnago
- 1983  Sergio Scremin
- 1982  Gianmarco Saccani
- 1981  Pier Emilio Bergonzi
- 1980  Giovanni Bino
- 1979  Moreno Argentin
- 1978  Pierangelo Bincoletto
- 1977  Maurizio Donati
- 1976	 Sean Kelly
- 1975	 Gabriele Landoni
- 1974	 Mario Gualdi
- 1973	 Bruce Biddle
- 1972	 Giuliano Dominoni
- 1971	 Alfredo Chinetti
- 1970	 Giuseppe Maffeis
- 1969	 Luigi Castelletti
- 1968	 Angelo Corti
- 1967	 Virginio Levati
- 1966	 Alberto Della Torre
- 1965	 Ercole Gualazzini
- 1964	 Giovanni Clay Santini
- 1963	 Amadeo Angiulli
- 1962	 Adriano Durante
- 1961	 Bruno Milesi
- 1960	 Attilio Porteri
- 1959	 Luigi Zanchetta
- 1958	 Ernesto Bono
- 1957	 Romeo Venturelli
- 1956	 Antonio Margotti
- 1955	 Diego Ronchini
- 1954	 Angelo Coletto
- 1953	 Aldo Moser
- 1952	 Bruno Monti
- 1951	 Gino Filippini
- 1950	 Waldemaro Bartolozzi
- 1949	 Carlo Masarati
- 1948	 Renate Cornalea
- 1947 nicht ausgetragen
- 1946	 Luigi Casola
- 1939–1945 nicht ausgetragen
- 1938	 Serafino Santambrogio
- 1937	 Gino Salani
- 1936	 Salvatore Crippa
- 1935	 Diego Marabelli
- 1934	 Gino Salani
- 1933	 Carlo Castagnoli
- 1932	 Augusto Como
- 1931	 Mario Grassi
- 1930	 Andrea Minasso
- 1929 nicht ausgetragen
- 1928	 Luigi Marchisio
- 1927	 Ambrogio Beretta
- 1926	 Mario Lusiani
- 1925	 Sante Ferrato
- 1924 nicht ausgetragen
- 1923	 Liberio Ferrario
- 1922 nicht ausgetragen
- 1921	 Cesare Garino
- 1915–1920 nicht ausgetragen
- 1914	 Gaetano Belloni
- 1913	 Ercole Nazari
- 1912	 Giovanni Bassi
- 1911	 Natale Bosco